# Theodore Rex (książka)
Theodore Rex – wydana w 2001 roku biografia amerykańskiego prezydenta Theodore'a Roosevelta autorstwa Edmunda Morrisa. To druga część trylogii, której pierwszą częścią był wyróżniony Nagrodą Pulitzera The Rise of Theodore Roosevelt (1979), a trzecią wydany 23 listopada 2010 roku Colonel Roosevelt.
Theodore Rex omawia lata prezydentury Theodore'a Roosevelta od 1901 do 1909, omawiając takie wydarzenia jak budowa Kanału Panamskiego, jak działania polityczne, dyplomatyczne i wojenne podejmowane przez prezydencką administrację.

## Receznje
Na łamach City Journal krytyk Ryan L. Cole chwalił książkę wraz z pozostałymi częściami trylogii. Wskazywał, że Theodore Rex apoteozą życia Rooselveta, imponującą pod względem zakresu tematu i obszerną pod względem szczegółów ("epic in scope and vast in detail").